# Erskine Caldwell
Erskine Preston Caldwell (White Oak, 17 dicembre 1903 – Paradise Valley, 11 aprile 1987) è stato uno scrittore e giornalista statunitense.

## Biografia
Figlio di un ministro di culto della Chiesa associata e riformata presbiteriana, nacque in una casa in mezzo ai boschi nei pressi di Moreland, in Georgia. Trascorse la sua infanzia trasferendosi di stato in stato per tutti gli Stati Uniti meridionali seguendo il padre nelle diverse chiese che gli venivano affidate.
In seguito frequentò, ma senza diplomarsi, l'Erskine College. Era un ragazzo atletico, alto più di 1,80 m, e fu descritto da uno dei suoi editori come dotato di un viso insolitamente gentile, dalle sembianze quasi angeliche. Politicamente le sue simpatie andavano nella direzione delle rivendicazioni operaie e, dal momento che in gioventù era passato da un lavoro all'altro, si ispirò alle sue esperienze tra i lavoratori comuni per scrivere libri che lodavano la vita semplice di chi era meno fortunato di lui. Tempo dopo tenne anche dei seminari sulla vita dei poveri mezzadri nel sud degli Stati Uniti. Il suo stile era semplice e diretto, simile a quello di John Steinbeck e Francis Scott Fitzgerald, suoi contemporanei.
I suoi primi due libri ad essere pubblicati furono Il Bastardo (Orig. Bastard) nel 1929 e Un povero scemo (Orig. Poor Fool) nel 1930, ma le opere che gli diedero la fama furono i romanzi  La via del tabacco  (Orig. Tobacco Road) del 1932 che ebbe fortuna anche nella versione teatrale, e Il piccolo campo (Orig. God's Little Acre) del 1933 dal quale fu tratta, nel 1958, la sceneggiatura del film diretto dal regista Anthony Mann.
Quando il suo primo libro uscì ne fu subito vietata la diffusione (forse semplicemente sulla base del suo titolo, dato che bastardo potrebbe essere stato preso per un insulto) e le copie furono sequestrate dalle autorità. Più tardi, dopo la pubblicazione de Il piccolo campo, le autorità si spinsero ancora più in là e, su istigazione della Società newyorkese per la soppressione del vizio, arrestarono lo scrittore e sequestrarono nuovamente le copie dei suoi libri quando si recò a New York per autografarne alcune per i lettori. Il processo che ne seguì scagionò completamente Caldwell, che presentò una controdenuncia per l'arresto e la persecuzione illeciti e immotivati.
Nel corso degli anni 1930 Caldwell e la moglie gestirono una libreria nel Maine. Dopo il divorzio dalla prima moglie, sposò nel 1939 la fotografa Margaret Bourke-White, con la quale nel 1937 aveva collaborato alla stesura di You Have Seen Their Faces, un libro che trattava della condizione della gente del sud negli anni della Grande depressione. Il matrimonio durò fino al 1942.
Al culmine della seconda guerra mondiale Caldwell ottenne dall'Unione Sovietica il permesso di recarsi in Ucraina e lavorarvi come corrispondente estero documentando gli effetti della guerra in quel paese. La delusione provata vedendo i continui e terribili intrighi del regime stalinista lo spinsero a scrivere un breve racconto di quattro pagine, Sylvia, che pubblicò nel 1944 al suo ritorno negli Stati Uniti. Il racconto parla di una giornalista che viene fucilata dopo essere stata processata da un tribunale segreto con l'accusa di spionaggio.
Rientrato dopo la guerra, Caldwell andò ad abitare a San Francisco. La sua ex moglie si tenne la libreria nel Maine in seguito all'accordo sulla spartizione dei beni.
Negli ultimi vent'anni della sua vita prese l'abitudine di viaggiare per il mondo per sei mesi all'anno, portando con sé molte agendine dove appuntava le idee che gli venivano in mente. La maggior parte di queste agende non fu pubblicata, ma entrò a far parte del suo lascito e possono essere viste nel museo a lui dedicato. La sua casa natale è stata infatti spostata dal luogo dove si trovava originariamente e collocata in una posizione più vicina al centro abitato dopo essere stata restaurata e trasformata in un museo.
Caldwell morì per le complicazioni derivanti da un enfisema e per un tumore polmonare l'11 aprile 1987, all'età di 83 anni. Fu sepolto allo Scenic Hills Memorial Park in Oregon.

## Opere
- The Bastard (Il bastardo) (romanzo), 1929.
- Poor Fool (Un povero scemo), 1930.
- American Earth (short stories), 1931.

- Tobacco Road (La via del tabacco) (romanzo), 1932. 
  - Tobacco Road: A Three Act Play (adattamento di Jack Kirkland, basato sul romanzo), 1941.
- We Are the Living (racconti), 1933.
- God's little acre (Il piccolo campo di Dio) (romanzo), 1933.
- Tenant Farmers (saggio), 1935.
- Some American People (saggio), 1935.
- Journeyman (Il predicatore vagante), 1935.
- Kneel to the Rising Sun and others (38 Racconti), 1935.
- The Sacrilege of Alan Kent, 1936.
- You Have Seen Their Faces (con Margaret Bourke-White), 1937.
- Southways (racconto), 1938.
- North of the Danube, 1939.
- Trouble in July (Fermento di luglio) (romanzo), 1940.
- Say Is This the USA?, 1941.
- Moscow under Fire (Mosca sotto il fuoco) (corrispondenze dall'estero), 1942.
- Russia at War (corrispondenze dall'estero), 1942.
- All-Out on the Road to Smolensk (Sulla strada di Smolensk) (corrispondenze dall'estero), 1942.
- All Night Long, A Novel of Guerilla Warfare in Russia (romanzo), 1942.
- Georgia Boy (Ragazzo di Sycamore) (romanzo), 1943.
- Tragic Ground (Terra tragica), 1944.
- The Sure Hand of God (La mano di Dio), 1947.
- This Very Earth (Questa nostra terra), 1948.
- Place called Estherville (Un luogo chiamato Estherville) (romanzo), 1949.
- A Swell Looking Girl, 1949.
- The Humorous Side of Erskine Caldwell, a cura di Robert Cantwell (antologia), 1949.
- Episode in Palmetto (Episodio a Palmetto), 1950.
- Call it Experience (autobiografia), 1951.
- The Courting of Susie Brown (racconti), 1952.
- A Lamp for Nightfall (La lampada della sera), 1952.
- Love and Money (Amore e soldi), 1954.
- The Complete Stories of Erskine Caldwell, 1954.
- Gretta, 1955.
- Gulf Coast Stories (racconti), 1956.
- Certain Women (racconti), 1957.
- Claudelle Inglish, 1958.
- Molly Cottontail (libro per bambini), 1958.
- When You think of Me (racconti), 1959.
- Jenny a Milo, 1961.
- Men and Women (racconti), 1961.
- Jackpot (Il fiume caldo) (racconti), 1961.
- The Last Night of Summer, 1963.
- In Search of Bisco (In cerca di Bisco) (appunti di viaggio), 1965.
- The Deer at Our House (libro per bambini), 1966.
- Writing in America (saggio), 1967.
- Miss Mamma Aimee, 1967.
- Deep South (appunti di viaggio), 1968.
- The Weather Shelter (Vento sul fienile), 1969.
- Annette, 1973.
- Afternoons in Mid America (saggi), 1976.
- With All My Might (autobiografia), 1987.
- Erskine Caldwell: Selected Letters, 1929-1955, a cura di Robert L. McDonald, 1999.